# Lijst van regeringsleiders van afhankelijke territoria in 2015
Deze lijst van regeringsleiders van afhankelijke territoria in 2015 noemt de regeringsleiders die in 2015 actief waren van de afhankelijke gebieden.

## A
| Naam gebied                 | Regeringsleider                                                                                     | Vertegenwoordiger van de staat                                                                      |
| --------------------------- | --------------------------------------------------------------------------------------------------- | --------------------------------------------------------------------------------------------------- |
| Akrotiri en Dhekelia        | Administrator Richard J. Cripwell (tot 21 januari) Administrator Michael Wigston (vanaf 21 januari) | Administrator Richard J. Cripwell (tot 21 januari) Administrator Michael Wigston (vanaf 21 januari) |
| Åland                       | Premier Camilla Gunell (tot 25 november) Premier Katrin Sjögren (vanaf 25 november)                 | Gouverneur Peter Lindbäck                                                                           |
| Amerikaanse Maagdeneilanden | Gouverneur John de Jongh (tot 5 januari) Gouverneur Kenneth Mapp (vanaf 5 januari)                  | Gouverneur John de Jongh (tot 5 januari) Gouverneur Kenneth Mapp (vanaf 5 januari)                  |
| Amerikaans-Samoa            | Gouverneur Lolo Letalu Matalasi Moliga                                                              | Gouverneur Lolo Letalu Matalasi Moliga                                                              |
| Anguilla                    | Premier Hubert Hughes (tot 23 april) Premier Victor Banks (vanaf 23 april)                          | Gouverneur Christina Scott                                                                          |
| Aruba                       | Premier Mike Eman                                                                                   | Gouverneur Fredis Refunjol                                                                          |
| Ashmore- en Cartiereilanden | Administrator Warren Truss                                                                          | Administrator Warren Truss                                                                          |

## B
| Naam gebied                      | Regeringsleider              | Vertegenwoordiger van de staat |
| -------------------------------- | ---------------------------- | ------------------------------ |
| Baker                            | Administrator Daniel M. Ashe | Administrator Daniel M. Ashe   |
| Bermuda                          | Premier Michael Dunkley      | Gouverneur George Fergusson    |
| Bonaire                          | Gezaghebber Edison Rijna     | Gezaghebber Edison Rijna       |
| Brits Indische Oceaanterritorium | Commissioner Peter Hayes     | Commissioner Peter Hayes       |
| Britse Maagdeneilanden           | Premier Orlando Smith        | Gouverneur John Duncan         |

## C
| Naam gebied     | Regeringsleider | Vertegenwoordiger van de staat      |
| --------------- | --- | ----------------------------------- |
| Christmaseiland | Voorzitter van de Shire of Christmas Island Gordon Thomson                                                                       | Administrator Barry Haase           |
| Cocoseilanden   | Voorzitter van de Shire of Cocos Aindil Minkom (tot 28 oktober) Voorzitter van de Shire of Cocos Balmut Pirus (vanaf 28 oktober) | Administrator Barry Haase           |
| Cookeilanden    | Premier Henry Puna | Queen's Representative Tom Marsters |
| Curaçao         | Premier Ivar Asjes (tot 31 augustus) Premier Ben Whiteman (vanaf 31 augustus)                                                    | Gouverneur Lucille George-Wout      |

## F
| Naam gebied                | Regeringsleider                                                                             | Vertegenwoordiger van de staat                 |
| -------------------------- | ------------------------------------------------------------------------------------------- | ---------------------------------------------- |
| Faeröer                    | Premier Kaj Leo Johannesen (tot 15 september) Premier Aksel Johannesen (vanaf 15 september) | Rigsombudsmand Dan Michael Knudsen             |
| Falklandeilanden           | Chief Executive Keith Padgett                                                               | Gouverneur Colin Roberts                       |
| Franse Zuidelijke Gebieden | Administrateur supérieur Cécile Pozzo di Borgo                                              | Administrateur supérieur Cécile Pozzo di Borgo |
| Frans-Polynesië            | President Édouard Fritch                                                                    | Haut-Commissaire Lionel Beffre                 |

## G
| Naam gebied | Regeringsleider          | Vertegenwoordiger van de staat                                                                                                |
| ----------- | ------------------------ | --- |
| Gibraltar   | Premier Fabian Picardo   | Gouverneur James Dutton (tot 28 september) Gouverneur Alison MacMillan (waarnemend, vanaf 28 september)                       |
| Groenland   | Premier Kim Kielsen      | Rigsombudsmand Mikaela Engell                                                                                                 |
| Guam        | Gouverneur Eddie Calvo   | Gouverneur Eddie Calvo |
| Guernsey    | Premier Jonathan Le Tocq | Luitenant-gouverneur Peter Brett Walker (tot 6 september) Luitenant-gouverneur Richard Collas (waarnemend, vanaf 6 september) |

## H
| Naam gebied               | Regeringsleider                                            | Vertegenwoordiger van de staat                             |
| ------------------------- | ---------------------------------------------------------- | ---------------------------------------------------------- |
| Heard en McDonaldeilanden | Administrator Tony Fleming                                 | Administrator Tony Fleming                                 |
| Howland                   | Administrator Daniel M. Ashe                               | Administrator Daniel M. Ashe                               |
| Hongkong                  | Chief Executive Leung Chun-ying Chief Secretary Carrie Lam | Chief Executive Leung Chun-ying Chief Secretary Carrie Lam |

## J
| Naam gebied | Regeringsleider              | Vertegenwoordiger van de staat   |
| ----------- | ---------------------------- | -------------------------------- |
| Jarvis      | Administrator Daniel M. Ashe | Administrator Daniel M. Ashe     |
| Jersey      | Premier Ian Gorst            | Luitenant-gouverneur John McColl |
| Johnston    | Administrator Daniel M. Ashe | Administrator Daniel M. Ashe     |

## K
| Naam gebied        | Regeringsleider              | Vertegenwoordiger van de staat |
| ------------------ | ---------------------------- | ------------------------------ |
| Kaaimaneilanden    | Premier Alden McLaughlin     | Gouverneur Helen Kilpatrick    |
| Kingman            | Administrator Daniel M. Ashe | Administrator Daniel M. Ashe   |
| Koraalzee-eilanden | Administrator Warren Truss   | Administrator Warren Truss     |

## M
| Naam gebied | Regeringsleider                  | Vertegenwoordiger van de staat |
| ----------- | -------------------------------- | --- |
| Macau       | Chefe do Executivo Fernando Chui | Chefe do Executivo Fernando Chui |
| Man         | Premier Allan Bell               | Luitenant-gouverneur Adam Wood |
| Midway      | Administrator Daniel M. Ashe     | Administrator Daniel M. Ashe |
| Montserrat  | Premier Donaldson Romeo          | Gouverneur Adrian Davis (tot 8 juli) Gouverneur Alric Taylor (waarnemend, van 8 juli tot 5 augustus) Gouverneur Elizabeth Carriere (vanaf 5 augustus) |

## N
| Naam gebied          | Regeringsleider                                                                           | Vertegenwoordiger van de staat                                                            |
| -------------------- | ----------------------------------------------------------------------------------------- | ----------------------------------------------------------------------------------------- |
| Navassa              | Administrator Daniel M. Ashe                                                              | Administrator Daniel M. Ashe                                                              |
| Nieuw-Caledonië      | President Cynthia Ligeard (tot 1 april) President Philippe Germain (vanaf 1 april)        | Haut-Commissaire Vincent Bouvier                                                          |
| Niue                 | Premier Toke Talagi                                                                       | High Commissioner Ross Ardern                                                             |
| Noordelijke Marianen | Gouverneur Eloy Songao Inos (tot 28 december) Gouverneur Ralph Torres (vanaf 28 december) | Gouverneur Eloy Songao Inos (tot 28 december) Gouverneur Ralph Torres (vanaf 28 december) |
| Norfolk              | Premier Lisle Denis Snell (tot 17 juni) Executive director Peter Gesling (vanaf 24 juni)  | Administrator Gary Hardgrave                                                              |

## P
| Naam gebied      | Regeringsleider                     | Vertegenwoordiger van de staat      |
| ---------------- | ----------------------------------- | ----------------------------------- |
| Palmyra          | Administrator Daniel M. Ashe        | Administrator Daniel M. Ashe        |
| Pitcairneilanden | Burgemeester Shawn Christian        | Gouverneur Jonathan Sinclair        |
| Puerto Rico      | Gouverneur Alejandro García Padilla | Gouverneur Alejandro García Padilla |

## S
| Naam gebied                                | Regeringsleider                                                                   | Vertegenwoordiger van de staat     |
| ------------------------------------------ | --------------------------------------------------------------------------------- | ---------------------------------- |
| Saba                                       | Gezaghebber Jonathan G. A. Johnson                                                | Gezaghebber Jonathan G. A. Johnson |
| Saint-Barthélemy                           | Voorzitter van de Territoriale Raad Bruno Magras                                  | Prefect Philippe Chopin            |
| Saint-Pierre en Miquelon                   | Voorzitter van de Territoriale Raad Stéphane Artano                               | Prefect Jean-Christophe Bouvier    |
| Sint Eustatius                             | Gezaghebber Gerald Berkel                                                         | Gezaghebber Gerald Berkel          |
| Sint-Helena, Ascension en Tristan da Cunha | Gouverneur Mark Andrew Capes                                                      | Gouverneur Mark Andrew Capes       |
| Sint Maarten                               | Premier Marcel Gumbs (tot 19 november) Premier William Marlin (vanaf 19 november) | Gouverneur Eugene Holiday          |
| Saint-Martin                               | Voorzitter van de Territoriale Raad Aline Hanson                                  | Prefect Philippe Chopin            |

## T
| Naam gebied              | Regeringsleider                                                                  | Vertegenwoordiger van de staat |
| ------------------------ | -------------------------------------------------------------------------------- | ------------------------------ |
| Tokelau                  | Premier Kuresa Nasau (tot 23 februari) Premier Siopili Perez (vanaf 23 februari) | Administrator Jonathan Kings   |
| Turks- en Caicoseilanden | Premier Rufus Ewing                                                              | Gouverneur Peter Beckingham    |

## W
| Naam gebied      | Regeringsleider                                                                           | Vertegenwoordiger van de staat          |
| ---------------- | ----------------------------------------------------------------------------------------- | --------------------------------------- |
| Wake             | Eilandbestuurder Jason Hardman (tot 12 juni) Eilandbestuurder Ronald Dion (vanaf 12 juni) | Gouverneur Gordon O. Tanner             |
| Wallis en Futuna | Voorzitter van de Territoriale Assemblee Mikaele Kulimoetoke                              | Administrateur supérieur Michel Aubouin |

## Z
| Naam gebied                                    | Regeringsleider            | Vertegenwoordiger van de staat |
| ---------------------------------------------- | -------------------------- | ------------------------------ |
| Zuid-Georgia en de Zuidelijke Sandwicheilanden | Commissioner Colin Roberts | Commissioner Colin Roberts     |